# PS Maid of the Loch
Le PS Maid of the Loch est le dernier bateau à roues à aubes construit en Grande-Bretagne. Il a opéré sur le loch Lomond jusqu'en 2016. Il est en restauration au quai de Bolloch.
Il est enregistré comme bateau du patrimoine maritime du Royaume-Uni par le National Historic Ships UK  depuis 1993 et au registre de la National Historic Fleet.

## Histoire
PS Maid of the Loch est le dernier d'une longue lignée de steamers du loch Lomond  qui a commencé vers 1816, avec le pionnier Henry Bell mécanicien de moteur à vapeur.  En 1950,la Commission britannique des transports, propriétaire des chemins de fer nouvellement nationalisées, a pris la décision de remplacer Princess May et Prince Edward par un nouveau bateau à aubes qui serait le plus grand bateau de navigation intérieure en Grande-Bretagne. 
Maid of the Loch a été construit par A. & J. Inglis (en) de Glasgow et lancé le jeudi 5 mars 1953, entrant en service la même année. C'est un navire "knock down" qui, après sa construction au chantier naval, a été démonté puis expédié au loch Lomond par chemin de fer à Balloch et réassemblé sur place. Maid of the Loch a été peint en blanc avec une cheminée jaune-ocre.  Il a d'abord navigué pour la Caledonian Steam Packet Company (en).
En 1969, il a été transféré au Scottish Bus Group (en) (SGB) puis en 1973 au Caledonian MacBrayne. Comme pour les autres bateaux à vapeur, la pression sur les coûts a entraîné sa mise hors service commerciale le 31 août 1981. Un autre problème était que certains des quais du lac étaient en mauvais état et n'étaient pas adaptés à recevoir un si grand navire. Une série de tentatives pour le remettre en service a échoué, et le navire commençait à se détériorer progressivement.

## Restauration
En 1992, le comté de Dumbarton acheté Maid of the Loch et sa restauration a commencé. En 1995, avec le soutien d'un groupe de passionnés, un organisme de bienfaisance, le Loch Lomond Steamship Company a pris en charge sa propriété et a poursuivi la restauration. À l'automne 2000, il devint un café/bar et salle de réception flottant. 
Pour le remettre en navigation, il fallait pouvoir le mettre en cale sèche pour des réparations de la coque. C'est grâce à une subvention de la Heritage Lottery Fund (en) que le bateau a pu être mis hors de l'eau le 27 juin 2006 pour cette restauration.
Le Maid of the Loch est ouvert au public tous les jours de Pâques à octobre, et les week-ends seulement en hiver. Il a une nouvelle livrée en rouge, blanc et noir, la cheminée est maintenant rouge avec un haut noir. Le reste des réparations est toujours en attente pour le remettre en service.